# UNITED COVER 2
『UNITED COVER 2』（ユナイテッド・カヴァー・2）は、井上陽水の2作目のカバー・アルバム。2015年7月29日にUNIVERSAL MUSICよりSHM-CDにて発売された。

## 解説
2001年にリリースされ、80万枚の大ヒットを記録した『UNITED COVER』の第2弾。
6曲（3,7,8,10,12,13）にオルケスタ・デ・ラ・ルスが参加。
本作は40年在籍したフォーライフから離れ、ユニバーサル傘下のポリドールに戻ってリリースされた。
2019年6月26日に高音質のUHQCDで再発売された。

## 収録曲
1. シルエット・ロマンス（大橋純子、1981年） – 5:51[1]
作詞：来生えつこ、作曲：来生たかお、編曲：森俊之
2. 黄昏のビギン（水原弘、1959年） – 3:44[1]
作詞：永六輔、作曲：中村八大、編曲：井上陽水
3. リンゴ（吉田拓郎、1972年） – 3:43[1]
作詞：岡本おさみ、作曲：吉田拓郎、編曲：相川等
2017年発売のトリビュート・アルバム『今日までそして明日からも、吉田拓郎』に再録される。
4. リフレインが叫んでる（松任谷由実、1988年） – 5:34[1]
作詞・作曲：松任谷由実、編曲：森俊之
5. 有楽町で逢いましょう（フランク永井、1957年） – 3:02[1]
作詞：佐伯孝夫、作曲：吉田正、編曲：井上陽水
6. 夜霧よ今夜も有難う（石原裕次郎、1967年） – 4:27[1]
作詞・作曲：浜口庫之助、編曲：森俊之
7. 女神 (bonus track)（オリジナル楽曲） – 3:46[1]
作詞・作曲：井上陽水、編曲：相川等
NHK総合『ブラタモリ』オープニングテーマ曲。
8. 瞬き (bonus track)（オリジナル楽曲） – 4:16[1]
作詞・作曲：井上陽水、編曲：相川等
NHK総合『ブラタモリ』エンディングテーマ曲。
9. あの素晴しい愛をもう一度（加藤和彦と北山修、1971年） – 3:42[1]
作詞：北山修、作曲：加藤和彦、編曲：井上陽水
10. I WILL（ザ・ビートルズ、1968年） – 3:08[1]
作詞・作曲：John Lennon, Paul McCartney、編曲：相川等
2014年発売のトリビュート・アルバム『アート・オブ・マッカートニー〜ポールへ捧ぐ』からの再録。
11. 夢で逢いましょう（坂本スミ子、1961年） – 3:07[1]
作詞：永六輔、作曲：中村八大、編曲：井上陽水
12. SAKURAドロップス（宇多田ヒカル、2002年） – 4:57[1]
作詞・作曲：宇多田ヒカル、編曲：相川等
2014年発売のトリビュート・アルバム『宇多田ヒカルのうた -13組の音楽家による13の解釈について-』からの再録。
13. 氷の世界（井上陽水 ※セルフカバー、1973年） – 4:02[1]
作詞・作曲：井上陽水、編曲：相川等